# ヤマトコンタクトサービス
ヤマトコンタクトサービス株式会社（英語: YAMATO CONTACT SERVICE CO.,LTD）は、ヤマトホールディングスの子会社である。

## 概要
ヤマト運輸のお客様コールセンターを専門化分社化した企業。
ヤマトグループが、2002年9月からスタートさせた、グループ社内起業家支援制度「Y-Venture Dream（ワイ ベンチャー ドリーム）」が設立され、事業化第１号として誕生。会社設立時の代表取締役社長は土田正浩（1992年4月入社）。荷主企業に代わり顧客と直接、連絡・交渉を行う（コンタクト）サービス。具体的にはコールセンター業務などを請け負う。2009年7月から樽見宏が代表取締役社長となる。

## 事業所
本社
- 本社 （東京都豊島区南大塚3-33-1 JR大塚南口ビル8階）

拠点
- 足立コンタクトセンター（東京都足立区新田1-9-1 ヤマト運輸王子ビル）
- 土浦サテライトコンタクトセンター（茨城県土浦市本郷字原山20-29 東筑波新治工業団地内A）
- 埼玉コンタクトセンター（埼玉県坂戸市日の出町2-6 三櫻ビル）
- 関東マザーセンター （埼玉県川口市本町4-1-8　川口センタービル）
- 都城インテリジェントコンタクトセンター（宮崎県都城市中町1街区7号 ＩＴ産業ビル4階）
- 池袋コンタクトセンター（東京都豊島区南池袋2-29-14 NEWS池袋グリーン大通り）
- 名張コンタクトセンター（三重県名張市長瀬1418番地）
- 和歌山コンタクトセンター（和歌山県和歌山市直川185-1）
- 鳥取インテリジェントコンタクトセンター （鳥取県鳥取市千代水1-100　アイシン千代水ビル）
- 登米コンタクトセンター （宮城県登米市中田町石森字室木160-1）
- 関西営業所 （兵庫県尼崎市中浜町26-4）
- 福岡営業所 （福岡県福岡市東区蒲田3-27-16）

## 主要サービス
- インバウンド(電話受信代行)
- アウトバウンド(電話発信代行)
- フルフィルメント(総合物流支援)
- バックオフィス(事務処理)
- 研修・トレーニング
- 人材派遣